# Price of Glory
Price of Glory è un film del 2000 diretto da 	Carlos Ávila, con Jimmy Smits, Maria del Mar e Jon Seda.